# Křižany (Světlá pod Ještědem)
Křižany jsou osada, část obce Světlá pod Ještědem v okrese Liberec. Nachází se asi 3,5 kilometru severně od Světlé pod Ještědem. Křižany leží v katastrálním území Světlá pod Ještědem o výměře 7,92 km².

## Historie
První písemná zmínka o vesnici pochází z roku 1352.

## Okolí
Osada leží v hornaté oblasti v nadmořské výšce kolem 650 m. Východně a severně se zvedá Ještědský hřbet s horou Ještěd, na západě navazuje katastr samostatné obce Křižany.

## Fotogalerie

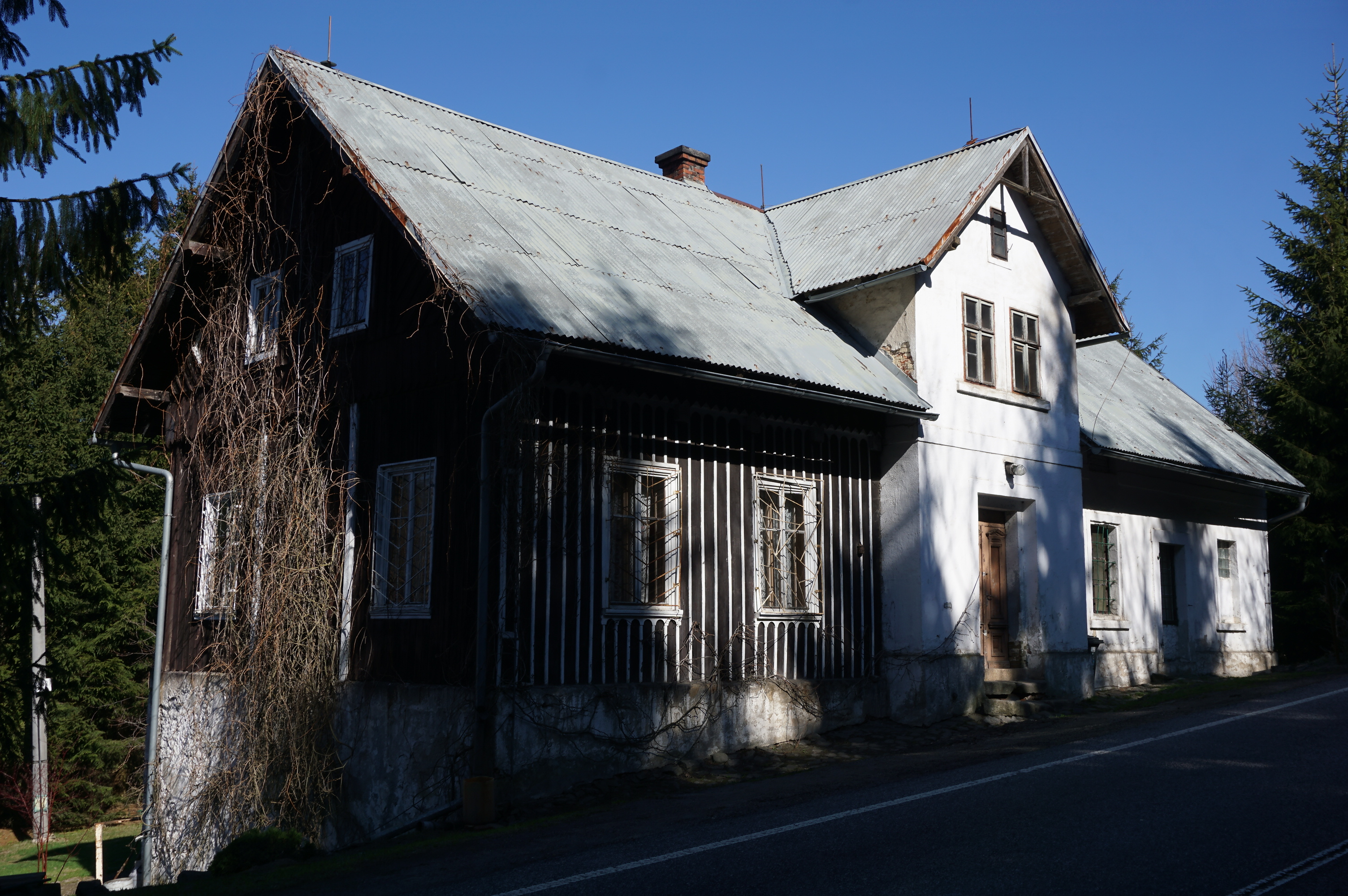
dům čp. 7 na Semerinku
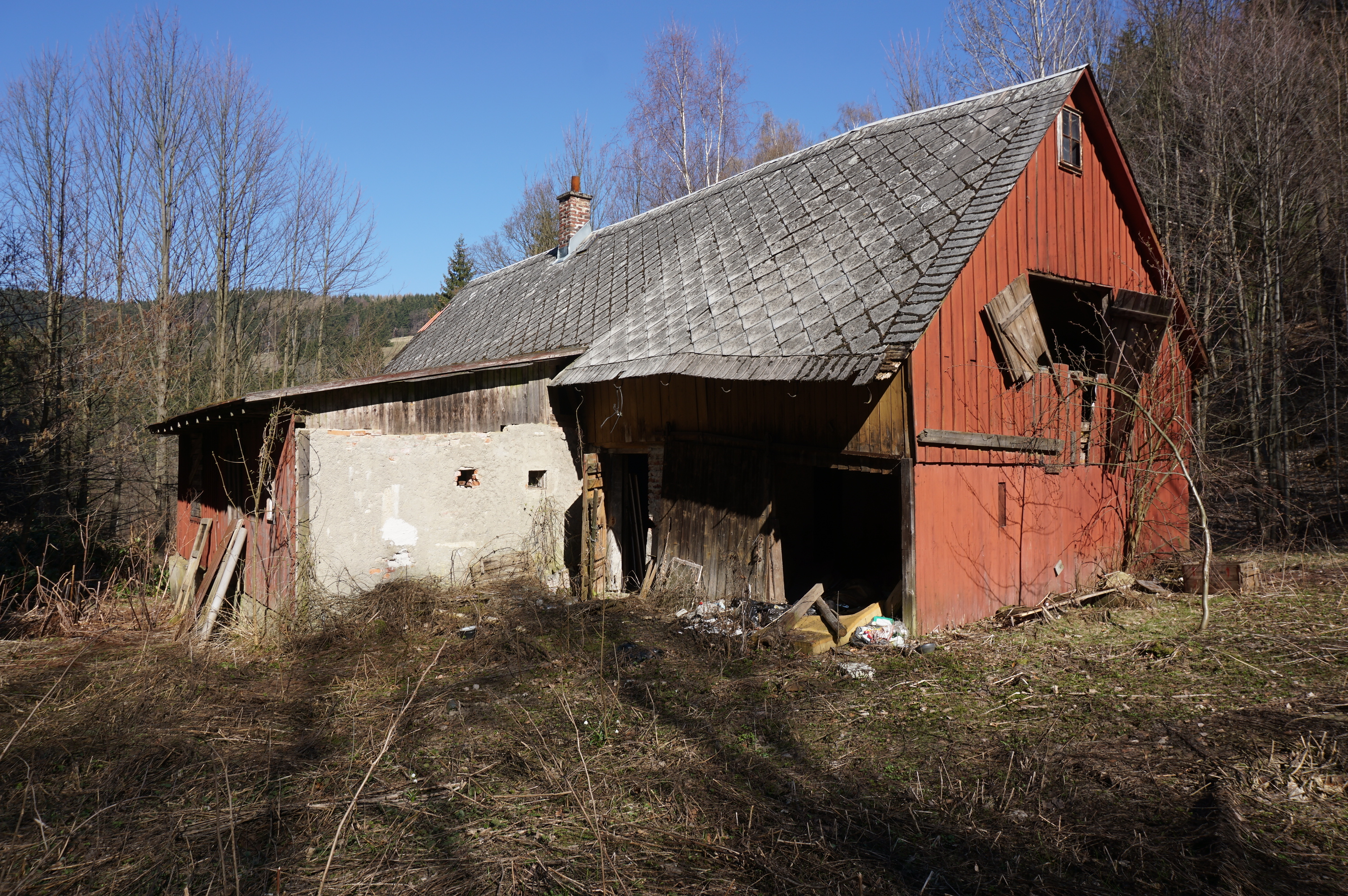
zpustlý dům čp. 5
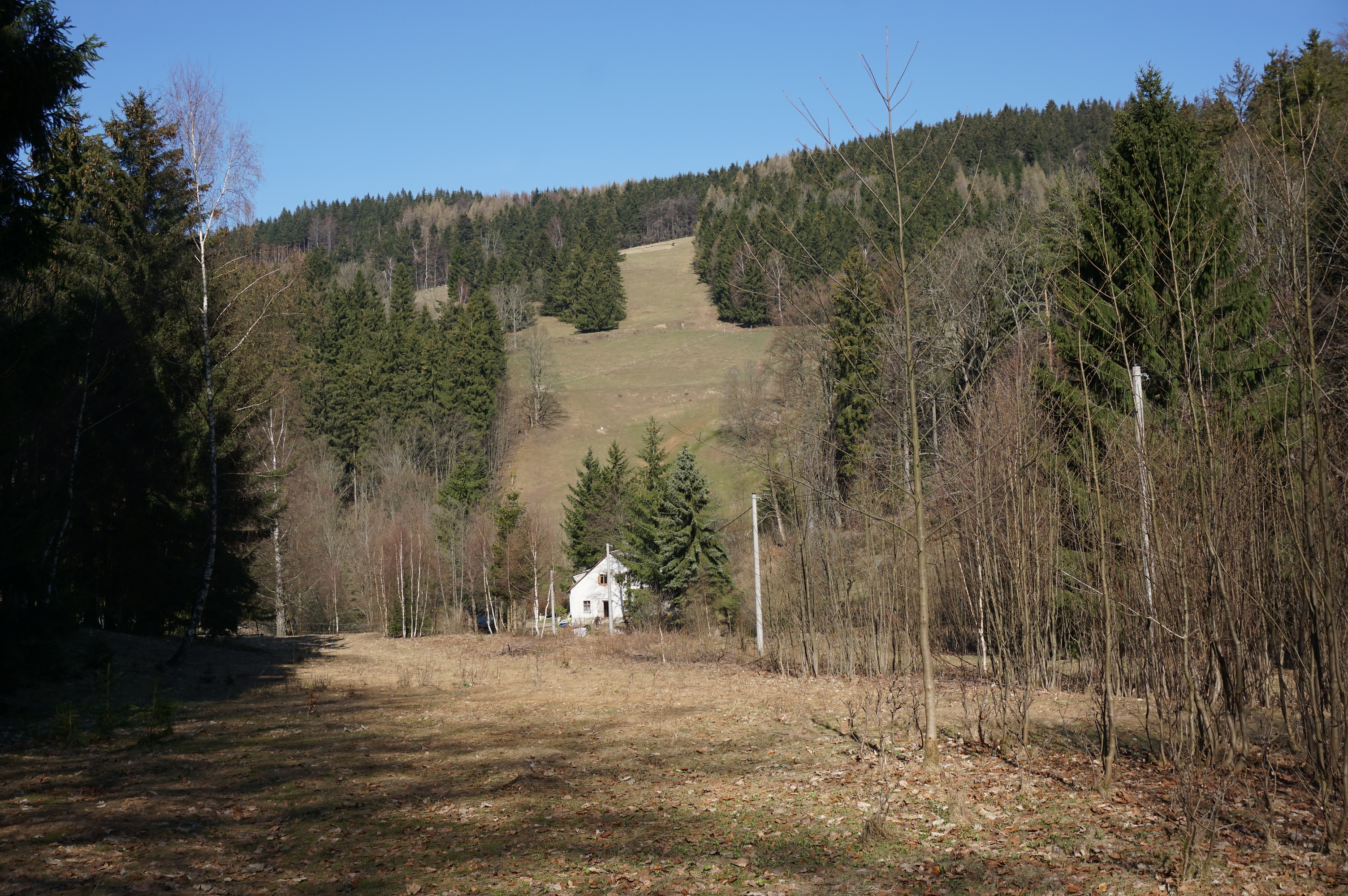
údolí na pomezí obcí Světlá p. Ještědem a Křižany, v pozadí dům čp. 3
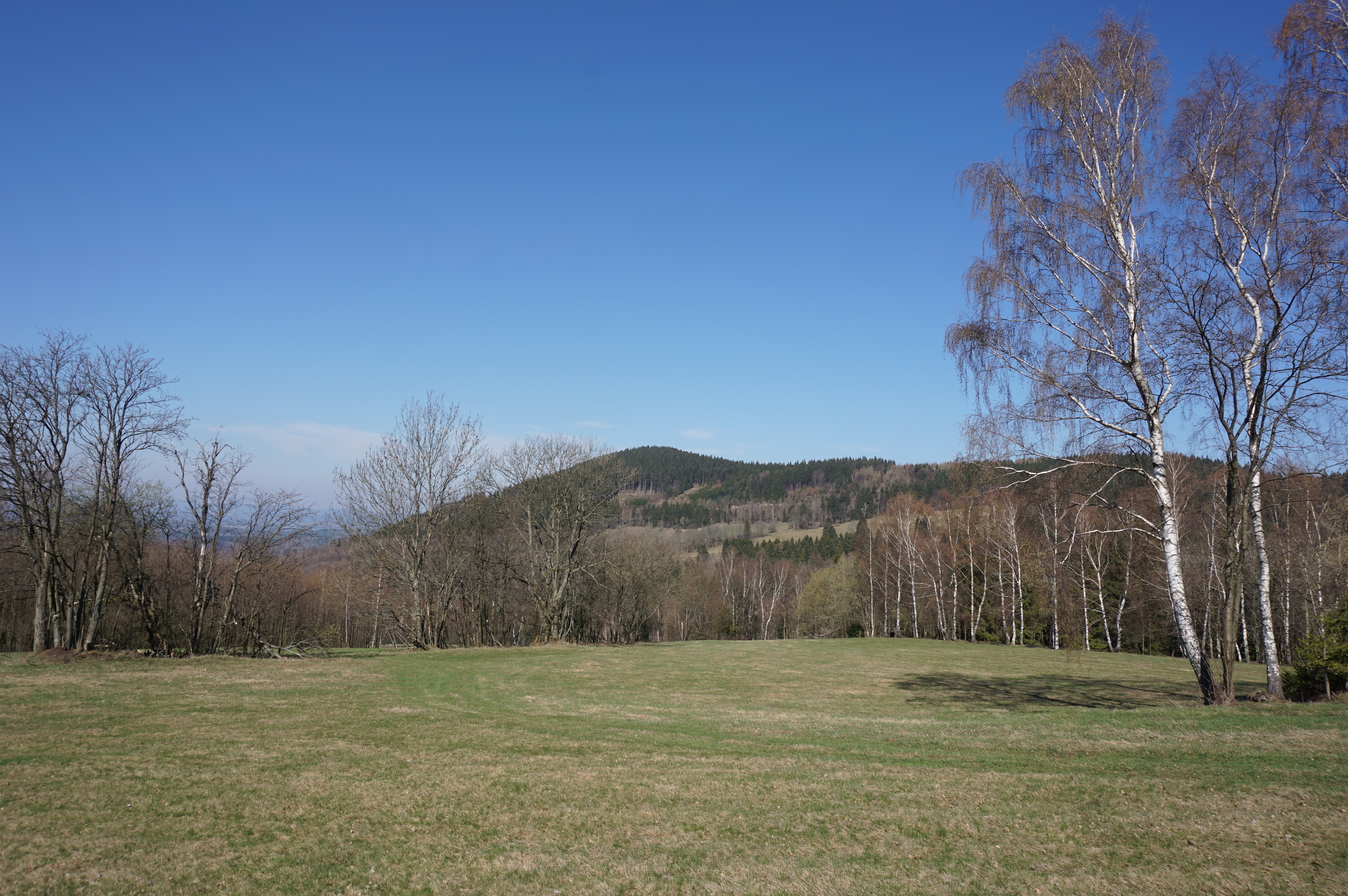
výhled ze stráně na Malý Ještěd
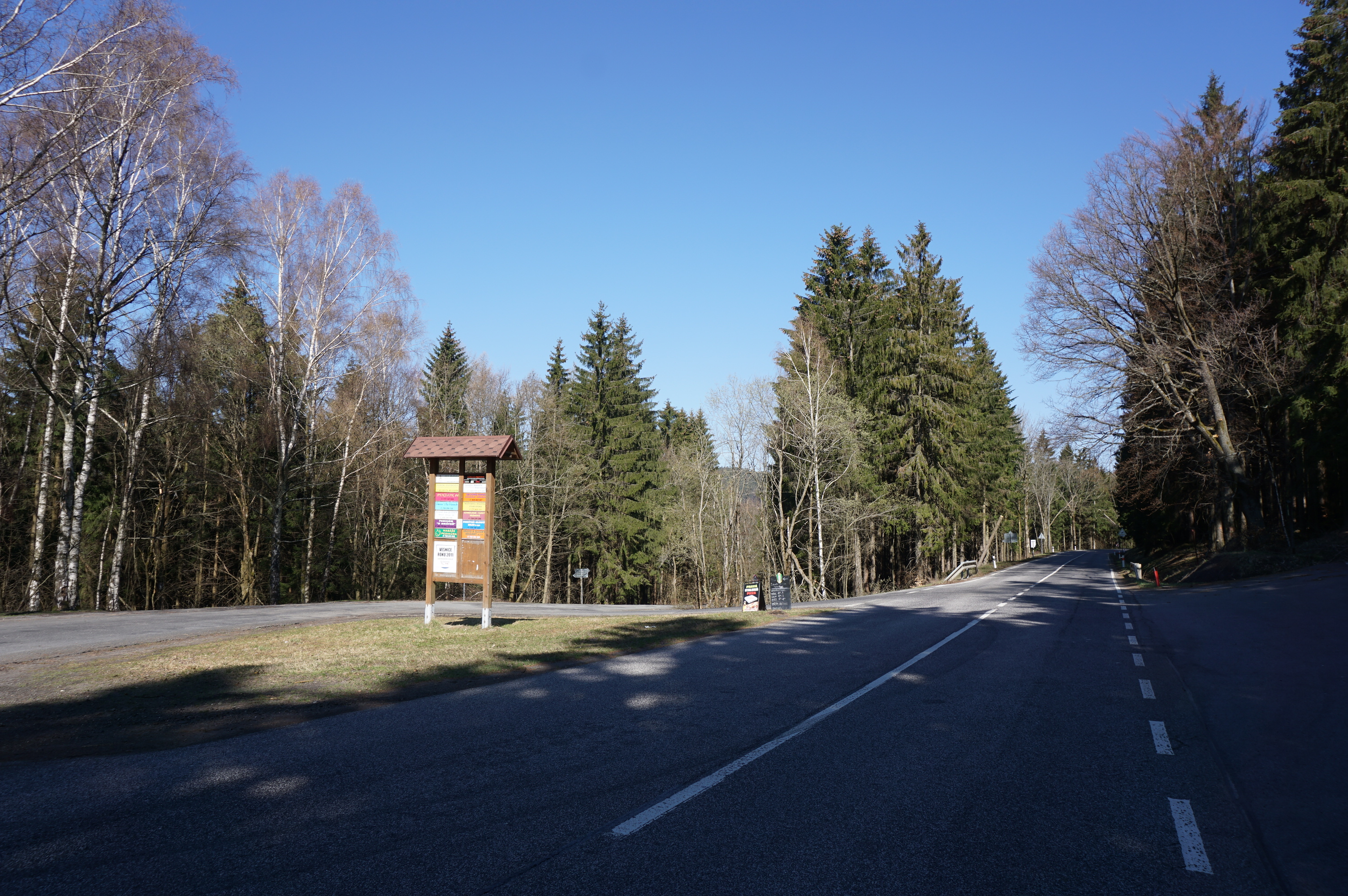
křižovatka Semerink